# Festival da Canção 1985
Das 22. Festival da Canção fand am 7. März 1985 im Coliseu dos Recreios in Lissabon statt. Der austragende Fernsehsender war Rádio e Televisão de Portugal. Gleichzeitig diente es als portugiesischer Vorentscheid für den Eurovision Song Contest 1985 in Schweden. Das Finale fand mit 11 Teilnehmern statt.
Im Finale am 7. März wurde per Juryvoting abgestimmt. Sieger des Wettbewerbs und damit Portugals Beitrag zum Eurovision Song Contest in Göteborg war die Sängerin Adelaide mit dem Song Penso em ti, eu sei, die im Finale den 18. von 19. Plätzen belegte.

## Teilnehmer
Finale
| Startnr. | Interpret        | Lied                            | Musik und Text                                  | Rang | Punkte |
| -------- | ---------------- | ------------------------------- | ----------------------------------------------- | ---- | ------ |
| 1.       | Eduarda          | Meu amor, minha dor, meu jardim | T: Nuno Gomes dos Santos; M: Eduarda            | 2.   | 182    |
| 2.       | Gustavo Sequeira | Mágica (entre nós)              | T/M: Nuno Curvelo                               | 8.   | 70     |
| 3.       | Jorge Silva      | Portugal, meu jardim            | T/M: Carlos Soares, Rocha Oliveira              | 10.  | 36     |
| 4.       | Alexandra        | Cantar saudade                  | T: Álvaro Lúcio; M: Odete Maria de Oliveira     | 6.   | 130    |
| 5.       | Delfins          | A casa da praia                 | T/M: Delfins                                    | 11.  | 28     |
| 6.       | Nelo Silva       | Entre céu e mar                 | T: António José; M: João Nascimento             | 9.   | 47     |
| 7.       | Luís Filipe      | Mulher só (mulher giesta)       | T: Fátima Murta; M: Luís Filipe, Nuno Rodrigues | 5.   | 133    |
| 8.       | Nuno & Henrique  | Meia de conversa                | T: Nuno Nazareth Fernandes; M: José Calvário    | 3.   | 171    |
| 9.       | Jorge Fernando   | Umbadá                          | T/M: Jorge Fernando                             | 4.   | 168    |
| 10.      | Adelaide         | Penso em ti, eu sei             | T: Adelaide, Luís Fernando; M: Tozé Brito       | 1.   | 219    |
| 11.      | Aguarela         | Malmequer, sim ou não           | T: Nuno Gomes dos Santos; M: João Nascimento    | 7.   | 94     |